# Macieje
Macieje – część wsi Czyczkowy-Wybudowanie w Polsce, położona w województwie pomorskim, w powiecie chojnickim, w gminie Brusy. Wchodzą w skład sołectwa Czyczkowy.
Do 2023 miejscowość była wraz z Wybudowaniem częścią wsi Czyczkowy.
W latach 1975–1998 Macieje administracyjnie należały do województwa bydgoskiego.